# وزارة الصحة (فرنسا)
وزارة الشؤون الاجتماعية والصحة، التي اندمجت مع وزارة العمل في يناير 2024 في وزارة العمل والصحة والشؤون الاجتماعية، هي الهيئة الفرنسية المسؤولة عن تنفيذ سياسة الحكومة في مجالات الشؤون الاجتماعية والتضامن والتكامل الاجتماعي والصحة العامة والحماية الاجتماعية. يتولى رئيس الوزارة، الذي يعتبر عضوًا في الحكومة الفرنسية، إدارة الوزارة.
قد تتغير التسمية، خاصةً استنادًا إلى وجود وزارة عمل منفصلة أو عدم وجودها. تشترك هذه الوزارات في بعض الخدمات الإدارية المركزية ويمكن تسميتها بوزارات اجتماعية.
تشمل العمل الاجتماعي أيضًا مسؤوليات المجالس الإدارية المحلية.
في فترة حكومة إليزابيث بورن، قُسم المنصب بين وزيرين بالكامل، وبنهاية هذه الحكومة:
- أغنيس فيرمان لو بودو، وزيرة الصحة والوقاية.
- أورور بيرجيه، وزيرة التضامن والعائلات.

في حكومة غابرييل أتال، دُمجت الوزارتين مع العمل في وزارة كبرى، وزارة العمل والصحة والشؤون الاجتماعية، التي تشغلها كاثرين فوتران.

## تاريخ
يعود أصل وزارة الصحة إلى وزارة الصحة والنظافة والرعاية الاجتماعية التي تأسست في 13 يوليو 1920، وذلك من خلال إنشاء إدارة المساعدة والنظافة العامة التابعة في ذلك الوقت لوزارة الداخلية، وإدارة الرعاية الاجتماعية المرتبطة بوزارة العمل منذ إنشائها في عام 1906. تم إنشاء وزارة الصحة العامة استنادًا إلى ذلك من خلال القانون رقم 4 من أبريل 1930. أصبحت الوزارة من 1934 إلى 1936 وزارة الصحة العامة والتربية البدنية. خلال فترة الحرب، تم توجيهها إلى العائلة أو اختفت. في نهاية عام 1946، اندمجت مع وزارة السكان تحت اسم وزارة الصحة العامة والسكان، قبل أن تأخذ اسم وزارة الشؤون الاجتماعية في عام 1956، مع استعادة اختصاصات الضمان الاجتماعي التي كانت مرتبطة سابقًا بوزارة العمل.
تحت الجمهورية الخامسة، كانت وزارة الصحة وزارة كاملة حتى عام 1983 (باستثناء الفترة بين عامي 1966 و 1969) وبين عامي 2002 و 2010.
خارج هذه الفترات، كانت هناك وزراء دولة أو وزراء مفوضين تباينت فيهم الوظائف بشكل كبير، وأحيانًا لم يظهر مصطلح "الصحة" في عنوان أي من الوزارات، بل كان "الشؤون الاجتماعية" أو "التضامن" هو السائد.
منذ عام 1966، جنبًا إلى جنب مع وزارة الشؤون الاجتماعية والصحة، اتخذت وزارة العمل في كثير من الأحيان تسمية وزارة الشؤون الاجتماعية، خاصةً من عام 1966 إلى عام 1969، ومن عام 1983 إلى عام 1984 أو من عام 1986 إلى عام 1988. من عام 1984 إلى عام 1986 ومن عام 1988 إلى عام 1995، كانت وزارة العمل ووزارة الشؤون الاجتماعية منفصلتين. بين عامي 2002 و 2010، تكونت الصلة بالتضامن و/أو التكامل الاجتماعي بشكل أكبر على وزارة العمل بينما تبقت الصحة منفصلة. بين عامي 2010 و 2012، تم دمج العمل والصحة معًا وتم إنشاء وزارة الشؤون الاجتماعية والتكامل الاجتماعي. منذ عام 2012، عادت وزارة العمل ووزارة الشؤون الاجتماعية (التي أصبحت "التضامن" في عام 2017) إلى الانفصال مرة أخرى.
تم إنشاء المديريات الإدارية الإقليمية للصحة والشؤون الاجتماعية في عام 1964، وتم تغيير اسمها إلى المديريات الإقليمية للشؤون الصحية والاجتماعية في عام 1977.
في عام 2010، وفقًا للمراجعة العامة للسياسات العامة وقانون 21 يوليو 2009 المعروف بـ "المستشفى والمرضى والصحة والتراب"، تم إلغاء المديريات الإقليمية للشباب والرياضة والمديريات الإقليمية للشؤون الصحية والاجتماعية والمديريات الإقليمية للوكالة الوطنية للتكامل الاجتماعي والمساواة في الفرص والوكالات الإقليمية للمستشفيات (التي تم إنشاؤها في عام 1996) واستبدلت بالوكالات الإقليمية للصحة والمديريات الإقليمية للشباب والرياضة والتضامن الاجتماعي.

## الهوية البصرية (الشعار)
تتغير الشعارات بانتظام مع التغييرات في التسميات. يتبع الشعار دائمًا قواعد ومبادئ المخطط البصري للاتصال الحكومي في فرنسا مع نظام "العلامة البلوك" منذ عام 1999 حتى تاريخ تخليه عام 2020.

شعار وزارة الصحة ووقاية المجتمع منذ مايو 2022.
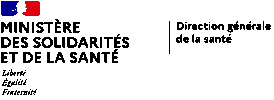
شعار وزارة التضامن والصحة فبراير 2020 إلى مايو 2022.
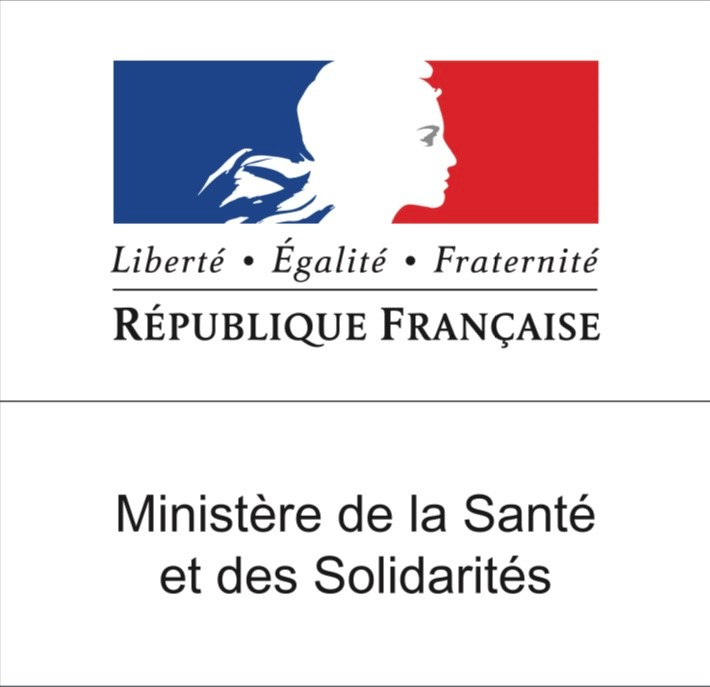
شعار وزارة التضامن والصحة مايو 2017الىفبراير 2020.